# Naute
Pour les articles homonymes, voir Naute (homonymie).
La Naute, ou ruisseau de Fayolle dans sa partie amont, est une rivière française du département de la Creuse, en région Nouvelle-Aquitaine, affluent de la Creuse et sous-affluent de la Loire par la Vienne.

## Géographie

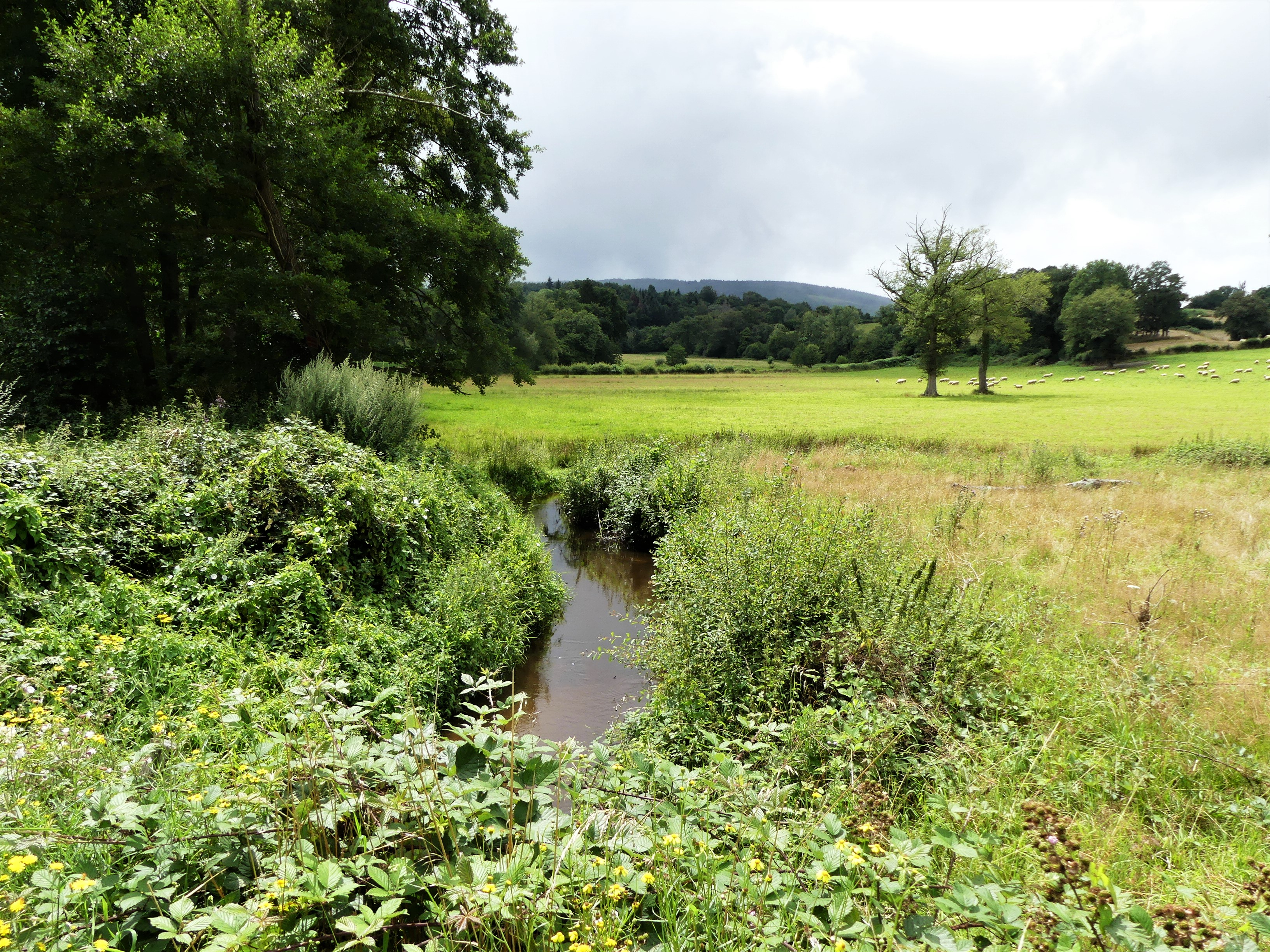
La Naute au pont de la RD 75, en limite de Guéret et de Saint-Sulpice-le-Guérétois.

Pour le Sandre, la Naute est une rivière dont la partie amont porte le nom de ruisseau de Fayolle.
Ce ruisseau prend sa source dans le département de la Creuse à 620 mètres d’altitude, sur la commune de Guéret, trois kilomètres au sud-ouest du centre-ville, sur les hauteurs du bois de Fayolle, en forêt de Chabrières, sur les pentes sud-est du Maupuy.
Il prend la direction du nord-est, reçoit sur sa droite le ruisseau du Bois, les deux alimentant l'étang de Courtille (ou de Courtilles), un plan d'eau d'une vingtaine d'hectares.
Au sortir de l'étang, en limite des quartiers ouest de la ville de Guéret, le cours d'eau prend le nom de Naute. Il est franchi par la route départementale (RD) 914 et prend la direction du nord, passant sous la RD 942. Il marque la limite entre Guéret et Saint-Sulpice-le-Guérétois sur près de quatre kilomètres, passant sous la route nationale 145. Il oblique ensuite vers le nord-est et sert de limite naturelle entre Saint-Sulpice-le-Guérétois et Saint-Fiel sur un kilomètre et demi, passant sous la RD 33 et recevant sur sa gauche le ruisseau des Moulins, puis le ruisseau de la Barde. Au nord-est du bourg de Saint-Fiel, il est franchi par la RD 75a. Il entre sur la commune de Glénic et rejoint la Creuse en rive gauche, en limite de Glénic et de Saint-Fiel, à 302 mètres d’altitude.
S'écoulant globalement du sud-ouest vers le nord-est, l'ensemble ruisseau de Fayolle-Naute est long de 13,9 km. Avec un dénivelé de 318 mètres, sa pente moyenne s'établit à 22,88 mètres par kilomètre.

### Communes et département traversés
La Naute arrose quatre communes de l'arrondissement de Guéret dans le département de la Creuse, soit d'amont vers l'aval : Guéret (source), Saint-Sulpice-le-Guérétois, Saint-Fiel et Glénic (confluence avec la Creuse).

### Bassin versant
Son bassin versant est constitué d'une zone hydrographique : « La Creuse du ruisseau des Mazeaux au ruisseau du Pont de Châtre (non compris) », au sein du bassin DCE beaucoup plus étendu « La Loire, les cours d'eau côtiers vendéens et bretons ».
Le bassin versant est limité aux quatre communes baignées par la Naute.

### Affluents et nombre de Strahler

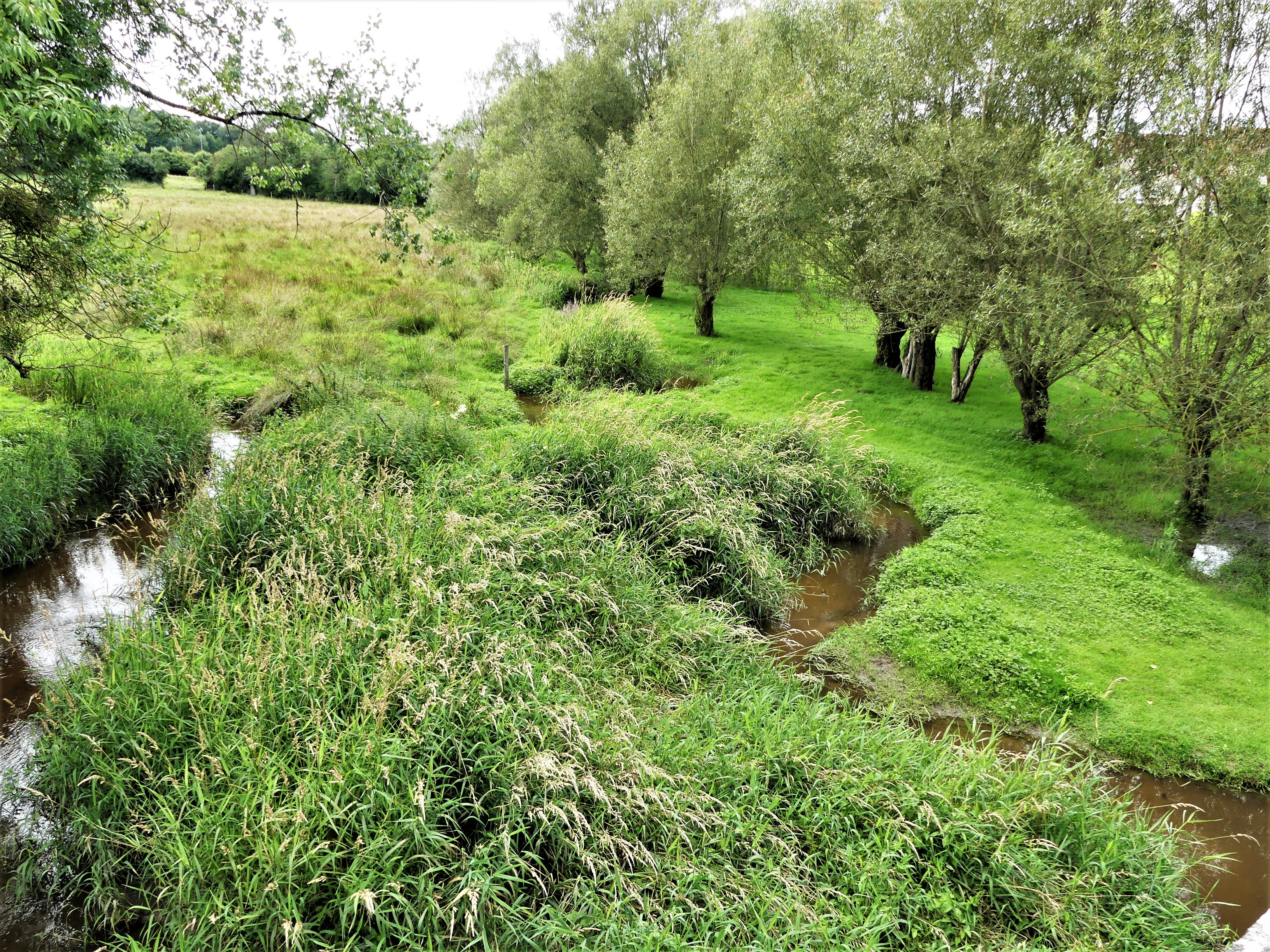
La Naute (à gauche) et le ruisseau des Moulins (à droite), juste avant leur confluence.

Parmi les sept affluents répertoriés par le Sandre trois ruisseaux de rive gauche — sans nom — dépassent les trois kilomètres de longueur (4,66 km : selon l'INPN, celui-ci porte le nom de ruisseau de la Barde ;
4,65 km et 
3,18 km) ; deux autres portent un nom : le ruisseau des Moulins (2,03 km) en rive gauche qui a un affluent, le ruisseau des Planches, long de 5,48 km, et le ruisseau du Bois, 1,65 km en rive droite.
Le ruisseau des Planches ayant un affluent, le nombre de Strahler de la Naute est donc de quatre.

### Organisme gestionnaire
Le bassin versant de la Naute est couvert par le schéma d'aménagement et de gestion des eaux (SAGE) « Creuse ». 
Ce document de planification, dont le territoire correspond au bassin de la Creuse, d'une superficie de 9 544 km2 est en cours d'élaboration. La structure porteuse de l'élaboration et de la mise en œuvre est l'établissement public territorial de bassin de la Vienne.

## Hydrologie

### Environnement

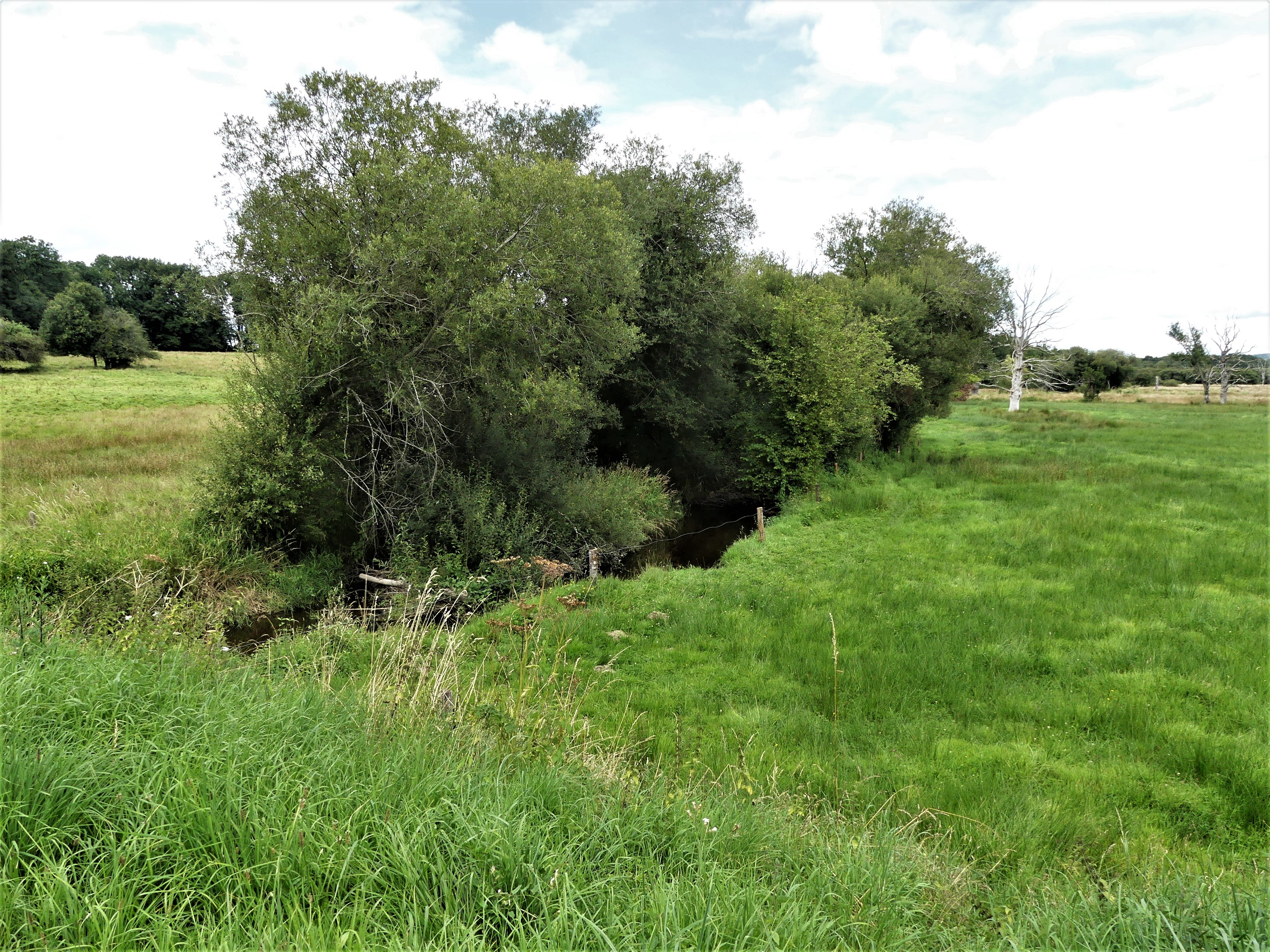
La partie amont de la ZNIEFF « Marais du Chancelier ».

Le site « Marais du Chancelier » est une zone naturelle d'intérêt écologique, faunistique et floristique (ZNIEFF) de type I dont la majeure partie est située sur le territoire de Saint-Fiel, en amont du bourg, le long des cours de la Naute et de son affluent le ruisseau de la Barde,.
Bien que limitée à une superficie d'un demi-kilomètre carré, cette ZNIEFF présente une remarquable diversité biologique avec plus de 230 espèces animales, dont onze espèces déterminantes (un amphibien, une araignée, quatre insectes, deux mammifères, un mollusque et deux oiseaux), ainsi que 22 espèces végétales dont seize déterminantes.

## Photothèque

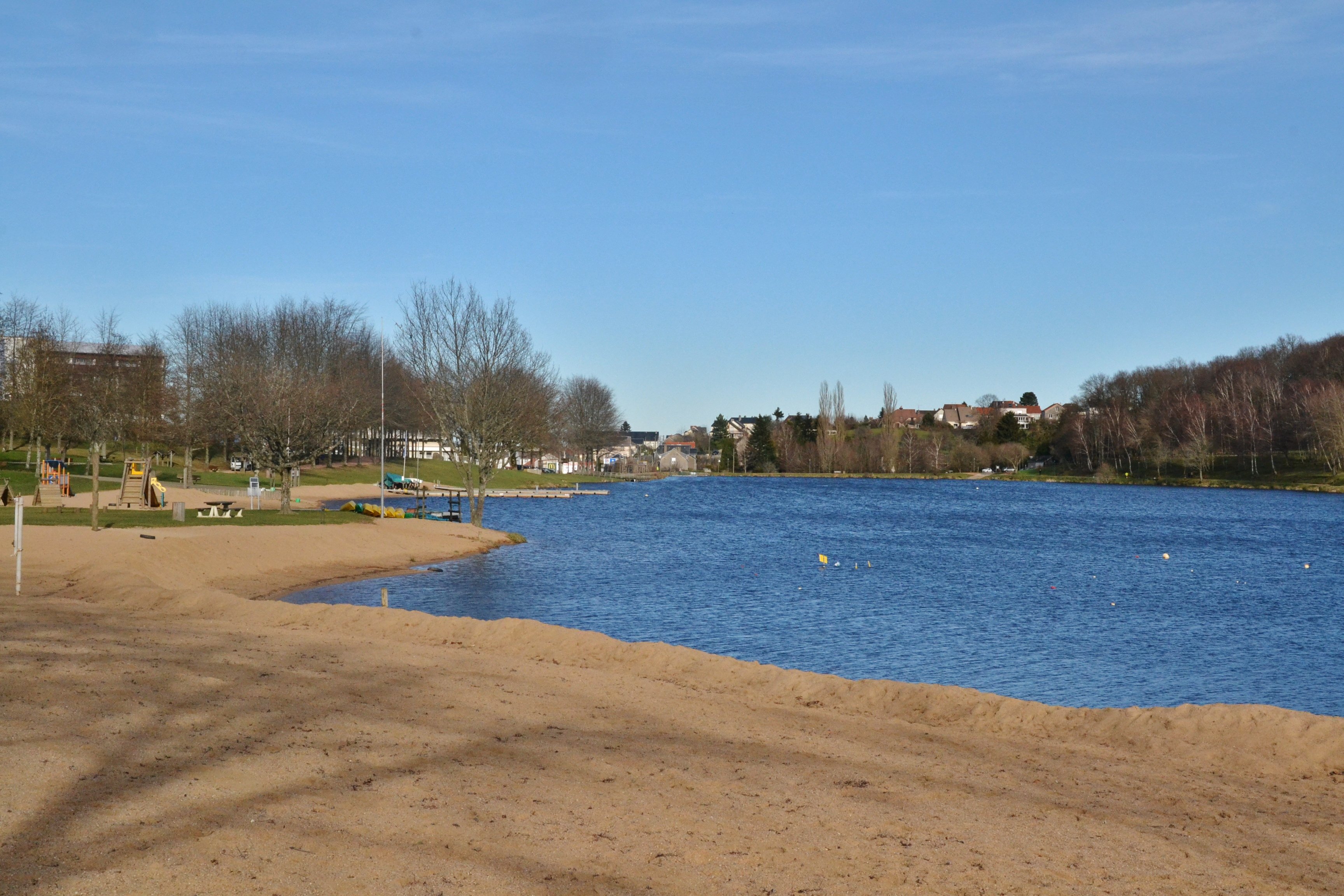
L'étang de Courtille à Guéret.
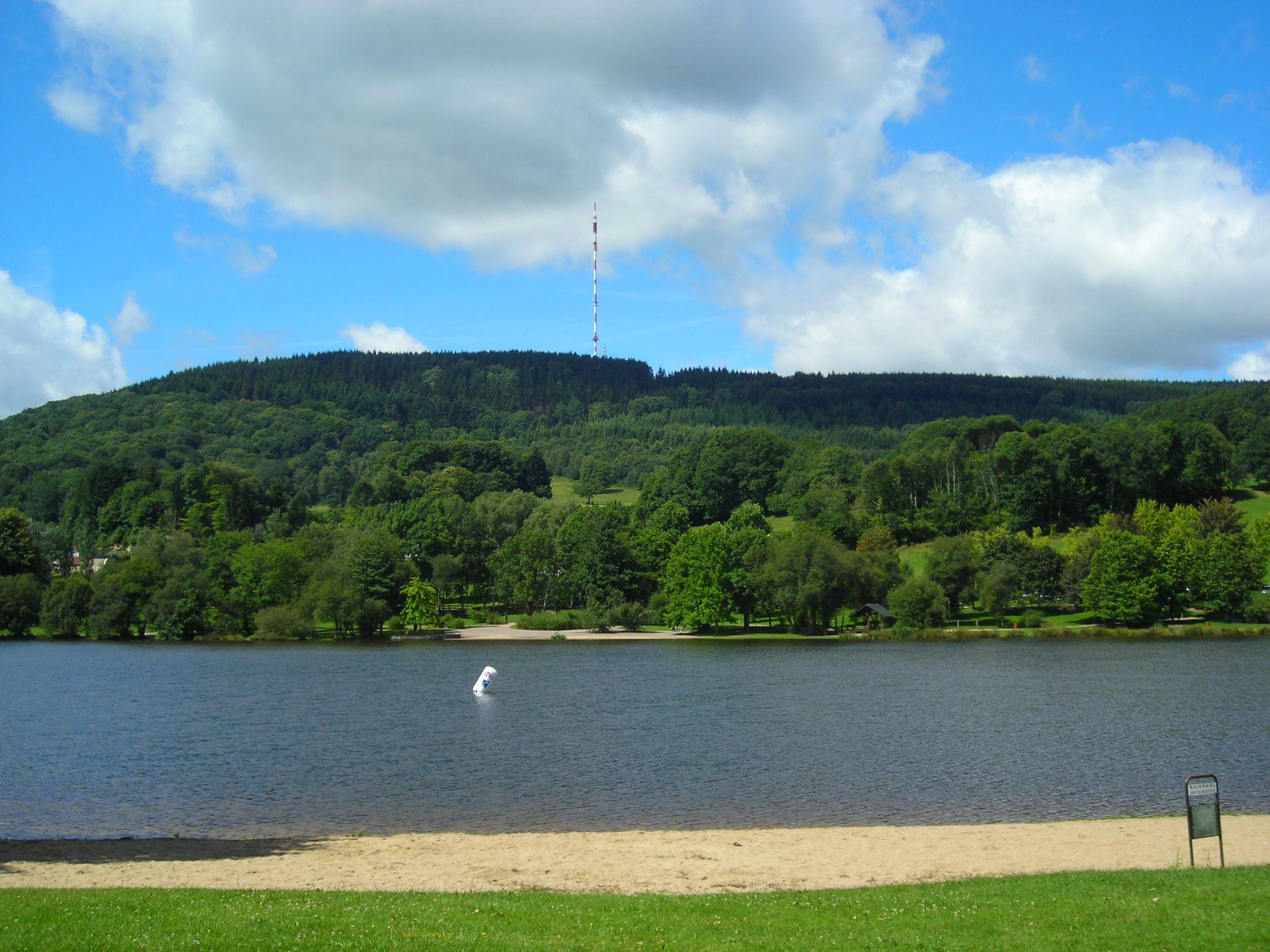
Idem.
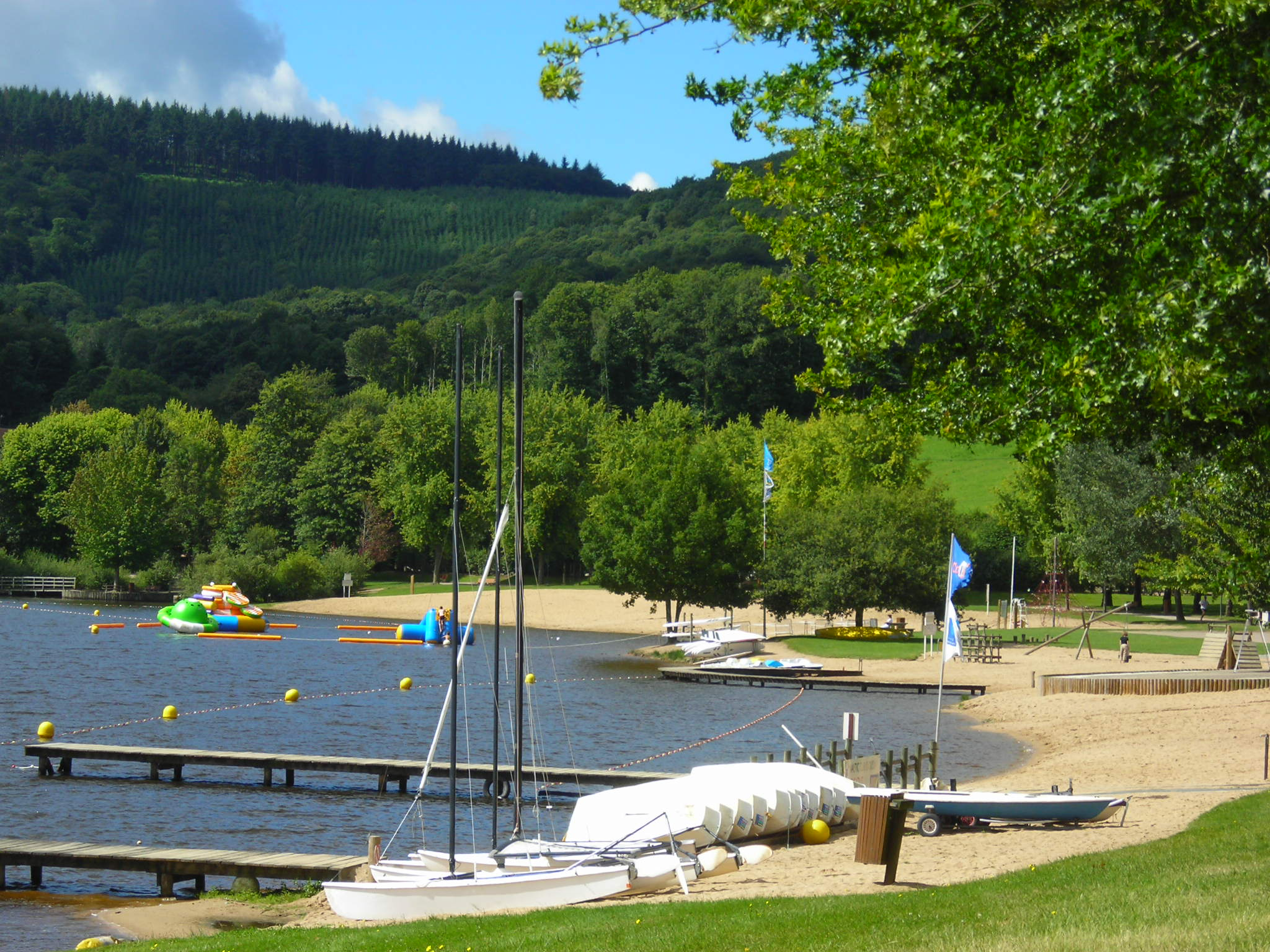
Idem.
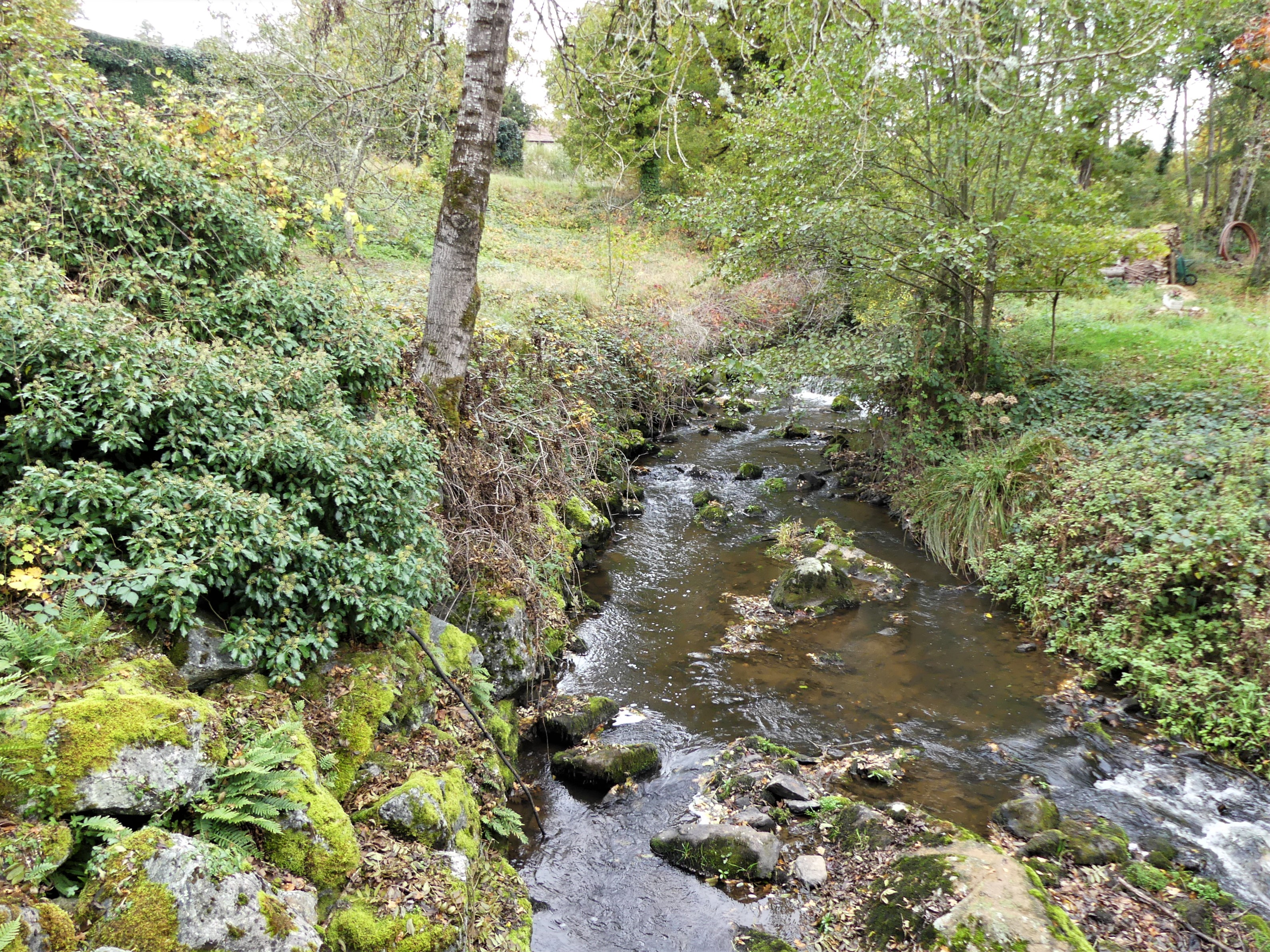
La Naute au lieu-dit les Penots, à Saint-Fiel.
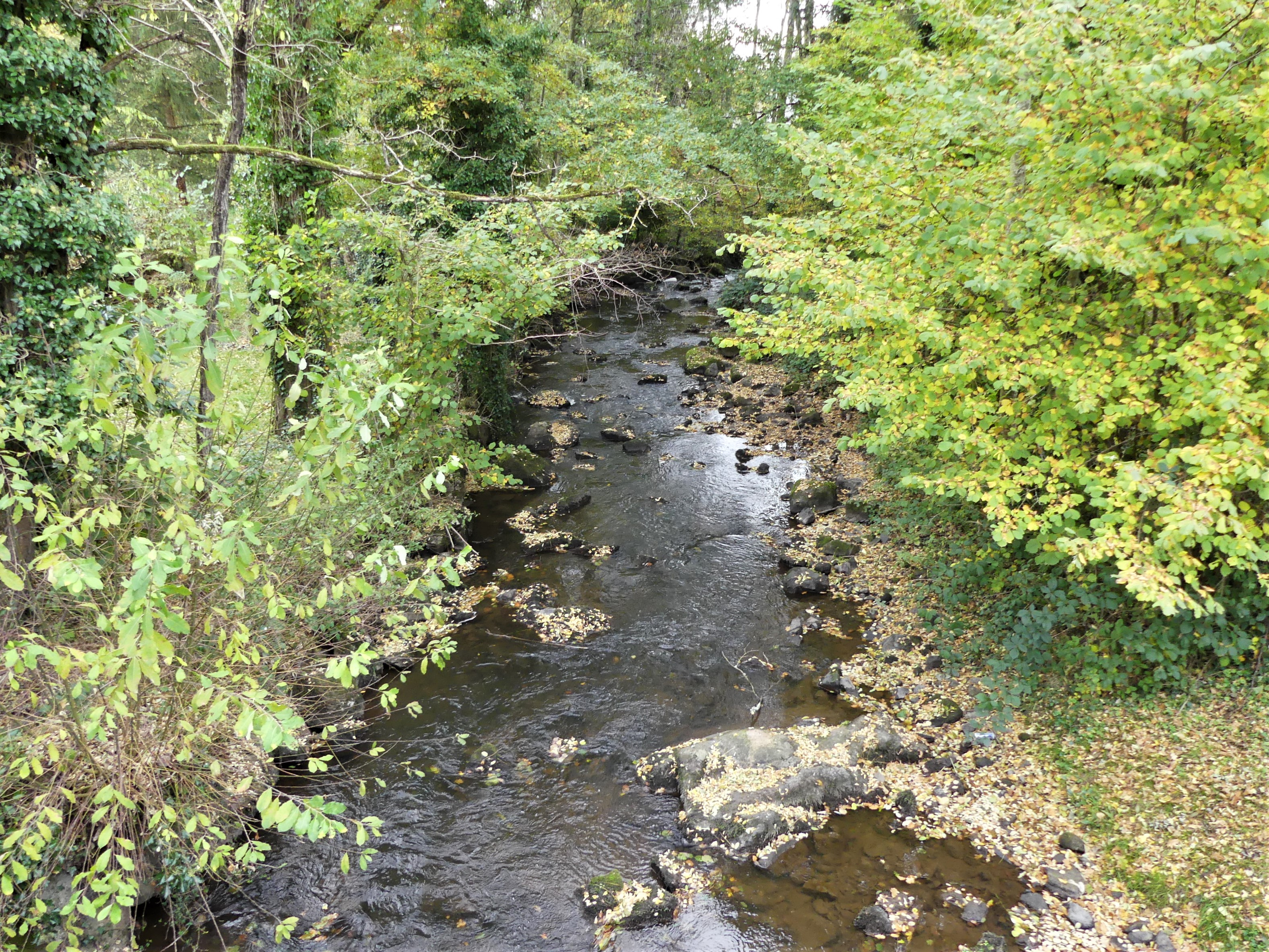
La Naute au pont de la RD 75a, à Saint-Fiel.